# Millionenprogramm

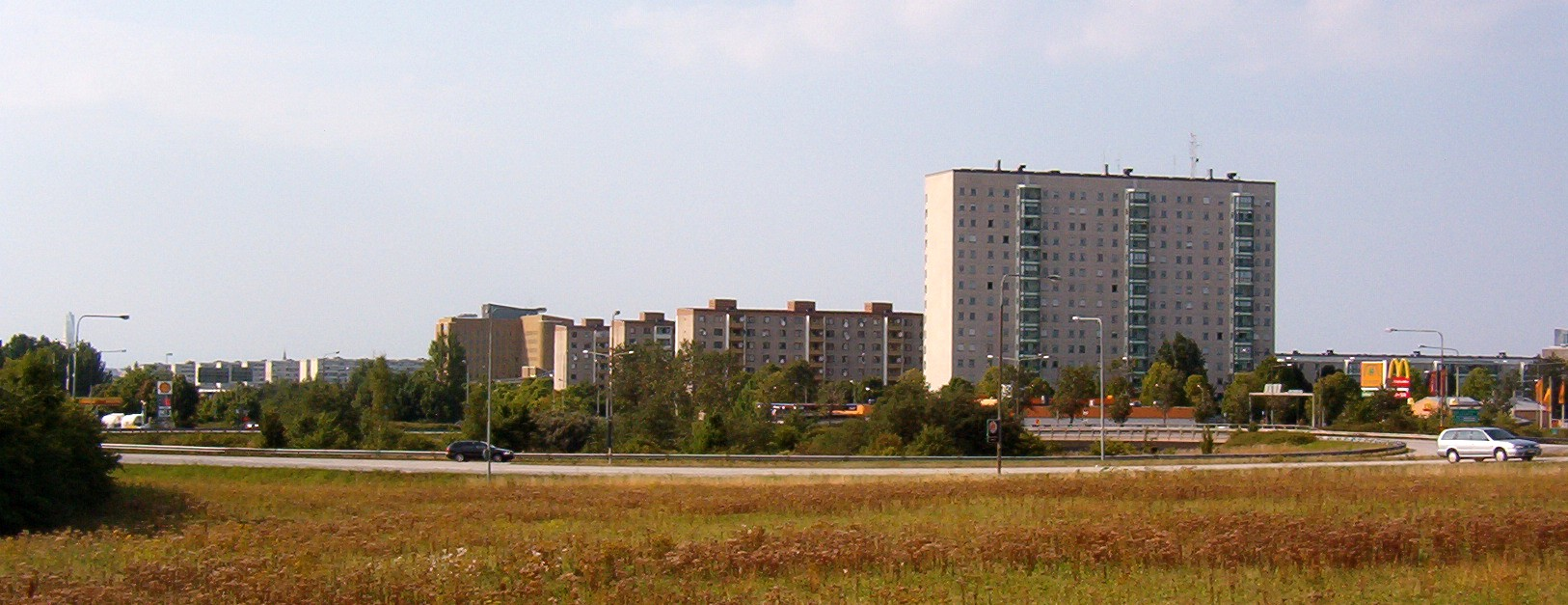
Der Malmöer Stadtteil Rosengård

Das Millionenprogramm (schwedisch miljonprogrammet) war ein Bauprogramm der schwedischen Regierung. Den Namen erhielt es daher, dass es zum Ziel hatte, innerhalb von zehn Jahren (zwischen 1965 und 1975) rund eine Million neue Wohnungen zu bauen.
Viele der Siedlungen werden von der schwedischen Polizei zu den besonders gefährdeten Gebieten (die gefährdetsten Gebiete Schwedens im Sinne der Kriminalitätsrate und sozialen Ausgrenzung) gezählt.

## Hintergrund
In den 1950er und 1960er Jahren erlebte Schweden einen noch nie dagewesenen Wirtschaftsaufschwung, der zur Einrichtung des Wohlfahrtsstaates führte. Dieser Wirtschaftsaufschwung brachte zum einen ein starkes Bevölkerungswachstum mit sich und erhöhte zum anderen die Nachfrage der Bevölkerung nach größerem und besserem Wohnraum, da der bisherige Standard in Schweden vergleichsweise niedrig war. Um dem Mangel an Wohnraum abzuhelfen, beschloss die Regierung deswegen den Bau von einer Million neuen Wohnungen bei einer damaligen Einwohnerzahl von weniger als 8 Millionen. Die neuen Wohnungen wurden in den 1960ern und 1970ern oftmals in Satellitenstädten errichtet. Zunächst wurden die Wohnungen von der Bevölkerung aufgrund der erhöhten Wohnstandards und der modernen Raumarchitektur gut angenommen; doch schon bald wurden kritische Stimmen laut, die auf die negativen sozialen Folgen dieser Bauweise hinwiesen. Nach dem Bau der geplanten Anzahl lief das Programm 1974 aus.

## Folgen

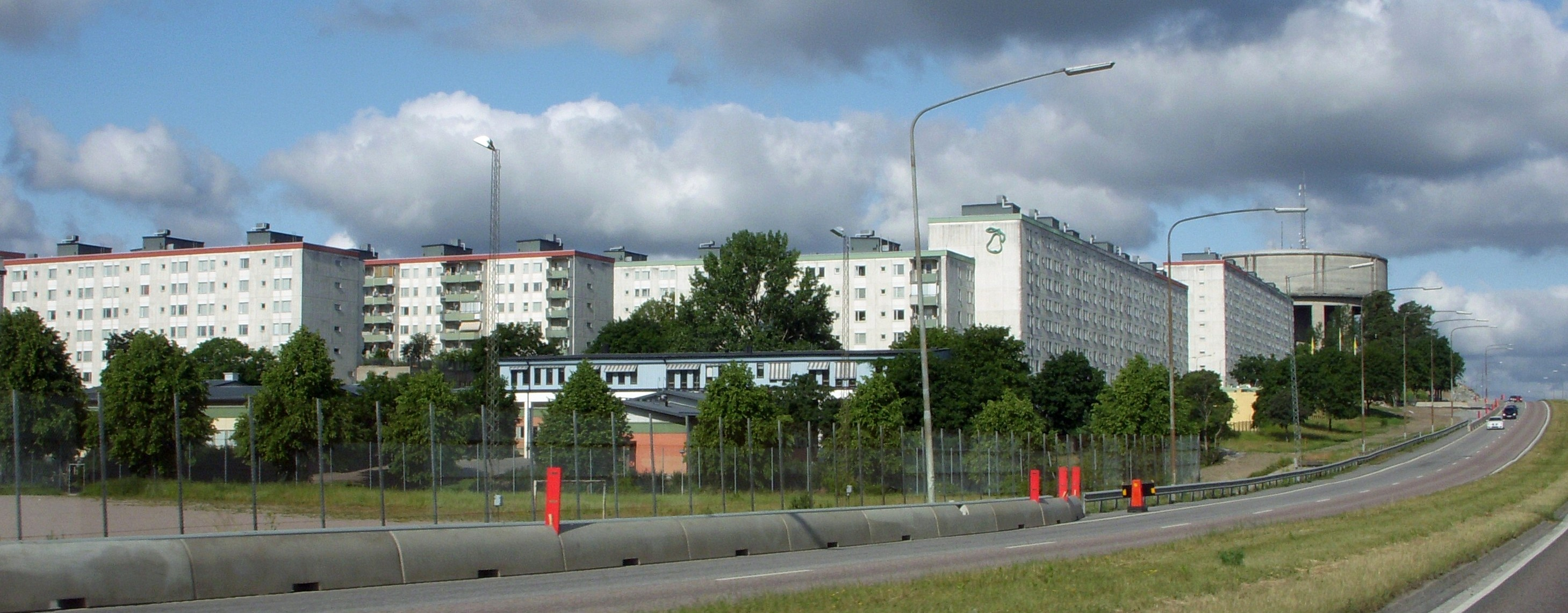
Vorort Tensta, Stockholm

Heute werden viele dieser damals so modernen Wohngegenden vernachlässigt, einige sind zu sozialen Brennpunkten geworden. Eine der größten Herausforderungen ist die ethnische und sozioökonomische Segregation. Mit dem Fortzug der ursprünglichen Bewohner siedelten sich in den Wohnzentren Einwanderer und von Armut betroffene Menschen an. Mit der Zeit wurden diese Gebiete teilweise von hoher Arbeitslosigkeit, hoher Kriminalität und schwachen Resultaten bei der Bildung geprägt. Ein extremes Beispiel ist der Stadtteil Rosengård in Malmö, aber auch in Stockholm und in anderen Großstädten gibt es etliche solcher Viertel (etwa Rinkeby-Kista). Da nun die Personen nichtschwedischer Abstammung unter sich waren, wurde und wird die Integration dieser erheblich erschwert. Nichtsdestoweniger mehren sich in letzter Zeit die Stimmen, die für eine Erhaltung dieser Wohngebiete als Baudenkmäler plädieren.
Mehrere Siedlungen des Millionenprogramm waren von den Unruhen in Stockholm 2013 betroffen.

## Siedlungen (Auswahl)
- Rinkeby im Stadtbezirk Rinkeby-Kista in Stockholm
- Husby im Stadtbezirk Rinkeby-Kista in Stockholm
- Tensta im Stadtbezirk Rinkeby-Kista in Stockholm
- Skärholmen im Stadtbezirk Skärholmen in Stockholm
- Bredäng im Stadtbezirk Skärholmen in Stockholm
- Vårberg im Stadtbezirk Skärholmen in Stockholm
- Norsborg in Botkyrka
- Tumba in Botkyrka
- Fittja in Botkyrka
- Hagalund in Solna
- Gunnared och Hammarkullen in Angered in Göteborg
- Bergsjön in Göteborg
- Biskopsgården in Göteborg
- Rosengård in Malmö
- Lindägen in Malmö
- Dalhem in Helsingborg
- Drottninghög in Helsingborg
- Frederiksdal in Helsingborg
- Hageby in Norrköping
- Johannelund in Linköping
- Råslätt in Jönköping
- Flogsta in Uppsala
- Körfältet in Östersund
- Ålidhem in Umeå